# Milliganius sabulosus
Milliganius sabulosus är en ringmaskart som först beskrevs av Erséus 1979.  Milliganius sabulosus ingår i släktet Milliganius, och familjen glattmaskar. Inga underarter finns listade i Catalogue of Life.